# Castell de Ciutat

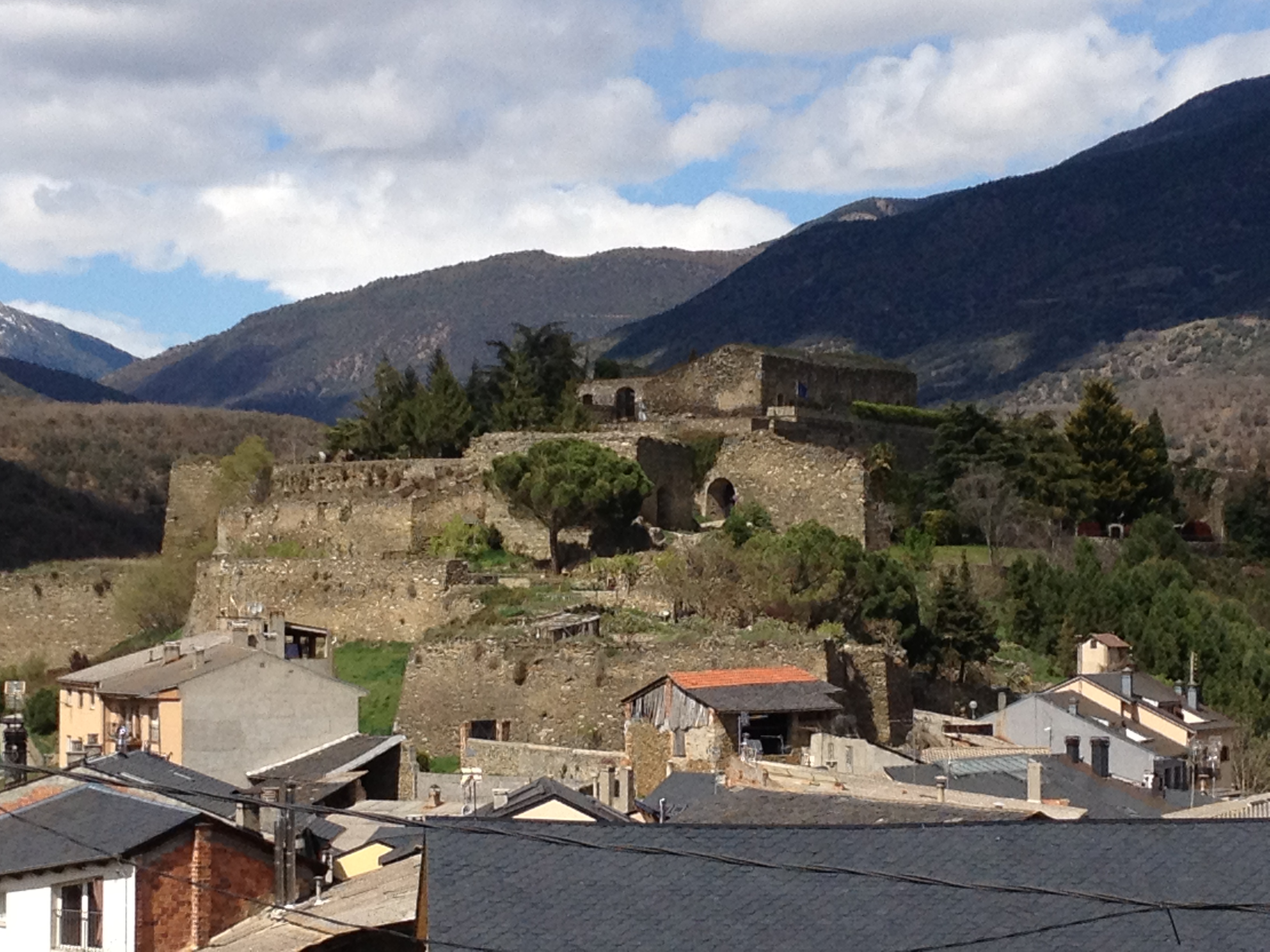
Castell des de la Ciutadella (2012)

Lo Castell o Castell de Ciutat és una antiga fortalesa a la població de Castellciutat, al municipi de la Seu d'Urgell. És conegut a més per trobar-s'hi un hotel situat al peu del castell.
El castell es troba a un turó de la vall de l'Urgellet, al puig d'Urgell (764 m). Modernament conservat en una fortalesa del tipus Vauban té cinc baluards: de la Trobada, del Cup, de Sant Esteve, de Sant Ermengol i de Sant Isidre (refet el 1751). Amb l'avantguarda de la torre de Solsona.

## Història
Tot i la importància estratègica de l'indret, no hi ha referències documentals explícites del castell abans del segle xii encara que pot tractar-se del «pujo Urgelli» que apareix en documentació del segle xi. Els comtes d'Urgell, abans de fixar la seva residència més a prop de la frontera, hi tenien la residència fixa, el «palacio Civitatis»que apareix en un document del 1099. Amb la instal·lació definitiva dels comtes fora de Ciutat, el lloc fou cobejat de seguida pels vescomtes de Castellbò.
El 1135 esclatà un conflicte entre el vescomte Pere Ramón de Castellbò que realitzà obres de fortificació damunt l'antiga residència comtal i el bisbe Pere Berenguer, que al·legà que el bisbat hi posseïa drets senyorials des del segle x. Ermengol VI, que feia d'àrbitre en el conflicte, resolgué a favor del vescomte tot cedint-li la vila, inclòs el dret d'alçar-hi un castell, amb la condició que el retornés al comte sempre que aquest li ho demanés. Malgrat aquesta resolució, Ermengol VI en el seu testament datat el 1154, establí que el castell passaria a mans de l'església, sense tenir en compte l'acord de 1135.
El mateix any, en aplicació de les clàusules del testament, Ramon de Castellbò i Bernat Sanç, bisbe d'Urgell, signaren una concòrdia: el vescomte reconeixia els drets de l'església sobre el castell i prometia no utilitzar-lo mai contra ella, que era el gran temor dels bisbes i el motiu primer de les seves reticències envers la fortificació de Ciutat. La qüestió del castell va reaparèixer el 1167, durant el govern del comte d'Urgell Ermengol VII, quan l'església va rebre el castell en franc alou. Aquest fet coincidí amb l'inici del pontificat d'Arnau de Preixens.
L'extrem interès que tenien el vescomtes de Castellbò en la possessió del castell de Ciutat es palesa en l'acord al qual arribaren Ermengol VIII i Arnau de Castellbò el 1190: en canvi de l'autorització i el finançament de les obres de reconstrucció del castell, el vescomte li cedí la potestat del castell de Castellbò amb totes les seves dependències, la Roca de Beren i altres fortificacions entre les quals, Vilamitjana i Campmajor. Malgrat els pactes, esclatà una guerra que es resolgué amb un tractat de pau signat el 1194. Una nova guerra d'Ermengol d'Urgell contra Arnau de Castellbò i Roger Bernat de Foix originà la signatura d'un nou tractat de pau, el 1206, pel qual es reconeixia, un cop més, la sobirania del comte sobre el castell de Ciutat i altres fortaleses.

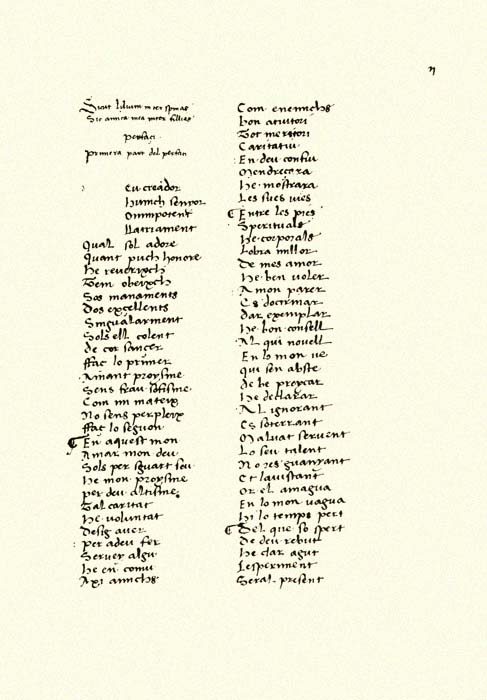
Pàgina de «Spill» de Jaume Roig (1478)

La situació del castell de Ciutat, punt de fricció entre els interessos comtals, episcopals i vescomtals, es modificaria considerablement amb la incorporació del vescomtat de Castellbó al comtat de Foix el 1226, a la mort del vescomte Arnau. El 1256, el comte d'Urgell cedí en franc alou el castell de Ciutat a Roger IV de Foix. Ciutat esdevingué el entre estratègic de les aspiracions territorials del comtes de Foix.
El castell fou totalment reconstruït durant el segle xvii. No obstant, disposem de la descripció de l'edifici medieval en el «Spill» : «És edificada a quatre cayres, lisa sens ixir torre alguna, te gran mota dins la vila e de fora (...) . Item ha dins lo dit castell un pou rodó de pedra picada em què ha sempre aygua viva e trau-se ab tornlo qual pou està en lo pati del dit castell y és cobert lo dit pou. Lo dit castell és tot cubert de llosa de pedra molt prima. Item ha dins lo castell una capella e altar sots invocatio de Sanct Jordio, no té renda alguna».
Durant la Guerra de Successió Espanyola el general Josep Moragues i Mas fou governador del Castell. Pel Tractat d'Utrecht de 1713 les tropes aliades es comprometen a evacuar Catalunya, fet que es du a terme a partir del 30 de juny de 1713, i el 28 de setembre el general Moragues rendeix Castellciutat als borbònics. Després d'un breu retir a Sort, Josep Moragues i Mas va decidir tornar al combatre aixecà l'Urgell bloquejant Castellciutat l'11 de febrer,, sent rebutjat pel general Vallejo quan rebé una columna francesa de socors.
Fou refet el 1751 i en època carlina.
Abandonat durant anys, el 1970, fou adquirit per la família Tàpies per a restaurar la part històrica i convertir-lo en un complex turístic. S'hi construí als peus del castell l'anomenat Castell Motel que més tard va ser reanomenat Hotel El Castell. Fins a l'any 2011 el Restaurant Tàpies de l'hotel ostentava una Estrella Michelin.

## Arquitectura
Actualment no hi ha cap element que pugui atribuir-se amb certesa a la construcció medieval. Probablement algun fragment del mur nord-oest de l'estructura superior, al capdamunt del qual sembla dibuixar-se l'arrencada d'una torre, pugui ser anterior a l'obra moderna. Es distingeix per una fonamentació ben diferent i per l'ús de còdols de granit sense treballar, units amb un morter molt sòlid. El pou que s'esmenta en el «Spill» encara hi és.